# Lista de vereadores de Santo André da 10.ª legislatura
Esta é a lista de vereadores de Santo André da 10.ª Legislatura, período que compreende de 1.º de janeiro de 1989 até 31 de dezembro de 1992.
| 9.ª legislatura | Lista de vereadores de Santo André da 10.ª legislatura | 11.ª legislatura |

## Mesa Diretora
A composição da mesa diretora da Câmara Municipal de Santo André durante os dois biênios da 10.ª Legislatura teve a seguinte formação:
| 1.º Biênio (1989-1990) | 1.º Biênio (1989-1990)        | 2.º Biênio (1991-1992) | 2.º Biênio (1991-1992)        |
| Presidência            | Presidência                   | Presidência            | Presidência                   |
| ---------------------- | ----------------------------- | ---------------------- | ----------------------------- |
| Presidente             | Professor Luizinho (PT)       | Presidente             | Franco Masiero (PTB)          |
| Vice-presidente        | José de Araújo (PMDB)         | Vice-presidente        | Adelmo Campanholo (PMDB)      |
| Secretaria             |                               |                        |                               |
| 1.º Secretário         | Adelmo Campanholo (PMDB)      | 1.º Secretário         | Norberto Fernandes (PTB)      |
| 2.º Secretário         | Carlos Roberto Ferreira (PTB) | 2.º Secretário         | José de Araújo (PMDB)         |
| 3.º Secretário         | Norberto Fernandes (PTB)      | 3.º Secretário         | Carlos Roberto Ferreira (PTB) |

## Parlamentares
| Parlamentar | Parlamentar                  | Imagem                              | Partido | Partido                                          | Votos | %     | Notas                                                                                                   | Posição  |
| ----------- | ---------------------------- | ----------------------------------- | ------- | ------------------------------------------------ | ----- | ----- | --- | -------- |
| 1.º         | Franco Masiero               |                                     |         | Partido Trabalhista Brasileiro PTB               | 5.604 | 1,60% | [ 3 ]                                                                                                   | Oposição |
| 2.º         | Miguel Rupp                  |                                     |         | Partido dos Trabalhadores PT                     | 4.404 | 1,26% | [ 3 ]                                                                                                   | Oposição |
| 2.º         | Miguel Rupp                  | Partido Democrático Trabalhista PDT |         |                                                  | 4.404 | 1,26% | [ 3 ]                                                                                                   | Oposição |
| 3.º         | Carlos Roberto Ferreira      |                                     |         | Partido Trabalhista Brasileiro PTB               | 3.945 | 1,12% | [ 3 ]                                                                                                   | Oposição |
| 4.º         | João Batista da Silva        |                                     |         | Partido dos Trabalhadores PT                     | 3.255 | 0,93% | [ 3 ]                                                                                                   | Governo  |
| 5.º         | Luiz Carlos da Silva         |                                     |         | Partido dos Trabalhadores PT                     | 3.127 | 0,89% | Renunciou ao mandato para assumir cargo de Deputado Estadual por São Paulo em 1.º de fevereiro de 1991. | Governo  |
| 6.º         | Norberto Augusto Fernandes   |                                     |         | Partido Trabalhista Brasileiro PTB               | 2.894 | 0,83% | [ 3 ]                                                                                                   | Oposição |
| 7.º         | José Vicente Guerra          |                                     |         | Partido Trabalhista Brasileiro PTB               | 2.878 | 0,82% | [ 3 ]                                                                                                   | Oposição |
| 8.º         | Fernando Aurélio             |                                     |         | Partido dos Trabalhadores PT                     | 2.605 | 0,74% | [ 3 ]                                                                                                   | Governo  |
| 9.º         | Joaquim Henrique dos Santos  |                                     |         | Partido Trabalhista Brasileiro PTB               | 2.527 | 0,72% | [ 3 ]                                                                                                   | Oposição |
| 10.º        | Montorinho                   |                                     |         | Partido dos Trabalhadores PT                     | 2.479 | 0,71% | [ 3 ]                                                                                                   | Governo  |
| 11.º        | Joaquim da Silva Boaventura  |                                     |         | Partido Trabalhista Brasileiro PTB               | 2.456 | 0,70% | [ 3 ]                                                                                                   | Oposição |
| 12.º        | José de Araújo               |                                     |         | Partido do Movimento Democrático Brasileiro PMDB | 2.414 | 0,69% | [ 3 ]                                                                                                   | Oposição |
| 13.º        | Ivo Martim de Oliveira       |                                     |         | Partido dos Trabalhadores PT                     | 2.323 | 0,66% | [ 3 ]                                                                                                   | Governo  |
| 14.º        | João Rodrigues Nunes         |                                     |         | Partido dos Trabalhadores PT                     | 2.274 | 0,65% | [ 3 ]                                                                                                   | Governo  |
| 15.º        | Carlos Augusto Alves         |                                     |         | Partido dos Trabalhadores PT                     | 2.196 | 0,63% | [ 3 ]                                                                                                   | Governo  |
| 16.º        | Admir Aparecido Rodrigues    |                                     |         | Partido dos Trabalhadores PT                     | 2.064 | 0,59% | [ 3 ]                                                                                                   | Governo  |
| 17.ª        | Maria da Trindade            |                                     |         | Partido Liberal PL                               | 1.952 | 0,56% | [ 3 ]                                                                                                   | Oposição |
| 18.º        | Adelmo Campanholo            |                                     |         | Partido do Movimento Democrático Brasileiro PMDB | 1.480 | 0,42% | [ 3 ]                                                                                                   | Oposição |
| 19.º        | Manoel Rodrigues de Oliveira |                                     |         | Partido do Movimento Democrático Brasileiro PMDB | 1.413 | 0,40% | [ 3 ]                                                                                                   | Oposição |
| 20.º        | Virgílio do Prado            |                                     |         | Partido Democrático Trabalhista PDT              | 1.385 | 0,39% | [ 3 ]                                                                                                   | Oposição |
| 21.º        | Milton Mendes dos Santos     |                                     |         | Partido Democrático Trabalhista PDT              | 1.265 | 0,36% | [ 3 ]                                                                                                   | Oposição |

## Suplentes
| Parlamentar | Parlamentar       | Imagem | Partido | Partido                      | Votos | % | Notas | Titular            | Ref.  | Posição |
| ----------- | ----------------- | ------ | ------- | ---------------------------- | ----- | - | --- | ------------------ | ----- | ------- |
| -           | Salvador Bento    |        |         | Partido dos Trabalhadores PT |       |   | Assumiu o mandato do Professor Luizinho em função de sua renúncia para assumir mandato de Deputado Estadual em 1.º de fevereiro de 1991. | Professor Luizinho | [ 4 ] | Governo |
| -           | Vanderlei Siraque |        |         | Partido dos Trabalhadores PT |       |   | | Fernando Aurélio   | [ 4 ] | Governo |

## Comissões
| Comissões Permanentes                 | 1989                      | 1989                      | 1989  |
| Comissões Permanentes                 | Presidente                | Membros                   | Ref.  |
| ------------------------------------- | ------------------------- | ------------------------- | ----- |
| Comissão de Justiça e Redação         | Maria da Trindade (PL)    | Vanderlei Siraque (PT)    | [ 5 ] |
| Comissão de Justiça e Redação         | Maria da Trindade (PL)    | Manoel de Oliveira (PMDB) | [ 5 ] |
| Comissão de Finanças e Orçamento      | Virgílio do Prado (PDT)   | Carlos Augusto (PT)       | [ 5 ] |
| Comissão de Finanças e Orçamento      | Virgílio do Prado (PDT)   | Joaquim dos Santos (PTB)  | [ 5 ] |
| Comissão de Obras e Serviços Públicos | Joaquim Boaventura (PTB)  | João Batista (PT)         | [ 5 ] |
| Comissão de Obras e Serviços Públicos | Joaquim Boaventura (PTB)  | Manoel de Oliveira (PMDB) | [ 5 ] |
| Comissão de Higiene e Cultura         | Milton Mendes (PDT)       | João Rodrigues (PT)       | [ 5 ] |
| Comissão de Higiene e Cultura         | Milton Mendes (PDT)       | Franco Masiero (PTB)      | [ 5 ] |
| Comissões Permanentes                 | 1990                      | 1990                      | 1990  |
| Comissões Permanentes                 | Presidente                | Membros                   | Ref.  |
| Comissão de Justiça e Redação         | Virgílio do Prado (PDT)   | Vanderlei Siraque (PT)    | [ 6 ] |
| Comissão de Justiça e Redação         | Virgílio do Prado (PDT)   | Manoel de Oliveira (PMDB) | [ 6 ] |
| Comissão de Finanças e Orçamento      | Milton Mendes (PDT)       | Carlos Augusto (PT)       | [ 6 ] |
| Comissão de Finanças e Orçamento      | Milton Mendes (PDT)       | Joaquim dos Santos (PTB)  | [ 6 ] |
| Comissão de Obras e Serviços Públicos | João Batista (PT)         | João Rodrigues (PT)       | [ 6 ] |
| Comissão de Obras e Serviços Públicos | João Batista (PT)         | Vicente Guerra (PTB)      | [ 6 ] |
| Comissão de Higiene e Cultura         | Joaquim Boaventura (PTB)  | Maria da Trindade (PL)    | [ 6 ] |
| Comissão de Higiene e Cultura         | Joaquim Boaventura (PTB)  | Manoel de Oliveira (PMDB) | [ 6 ] |
| Comissões Permanentes                 | 1991                      | 1991                      | 1991  |
| Comissões Permanentes                 | Presidente                | Membros                   | Ref.  |
| Comissão de Justiça e Redação         | Joaquim Boaventura (PTB)  | Manoel de Oliveira (PMDB) | [ 7 ] |
| Comissão de Justiça e Redação         | Joaquim Boaventura (PTB)  | Carlos Augusto (PT)       | [ 7 ] |
| Comissão de Finanças e Orçamento      | Maria da Trindade (PL)    | Joaquim dos Santos (PTB)  | [ 7 ] |
| Comissão de Finanças e Orçamento      | Maria da Trindade (PL)    | Ivo Martin (PT)           | [ 7 ] |
| Comissão de Obras e Serviços Públicos | Milton Mendes (PDT)       | Vicente Guerra (PTB)      | [ 7 ] |
| Comissão de Obras e Serviços Públicos | Milton Mendes (PDT)       | Montorinho (PT)           | [ 7 ] |
| Comissão de Higiene e Cultura         | Joaquim Boaventura (PTB)  | Vanderlei Siraque (PT)    | [ 7 ] |
| Comissão de Higiene e Cultura         | Joaquim Boaventura (PTB)  | Ademir Rodrigues (PT)     | [ 7 ] |
| Comissões Permanentes                 | 1992                      | 1992                      | 1992  |
| Comissões Permanentes                 | Presidente                | Membros                   | Ref.  |
| Comissão de Justiça e Redação         | Vanderlei Siraque (PT)    | Maria da Trindade (PL)    | [ 8 ] |
| Comissão de Justiça e Redação         | Vanderlei Siraque (PT)    | Vicente Guerra (PTB)      | [ 8 ] |
| Comissão de Finanças e Orçamento      | Manoel de Oliveira (PMDB) | Carlos Augusto (PT)       | [ 8 ] |
| Comissão de Finanças e Orçamento      | Manoel de Oliveira (PMDB) | Vicente Guerra (PTB)      | [ 8 ] |
| Comissão de Obras e Serviços Públicos | João Rodrigues (PT)       | Salvador Bento (PT)       | [ 8 ] |
| Comissão de Obras e Serviços Públicos | João Rodrigues (PT)       | Joaquim Boaventura (PTB)  | [ 8 ] |
| Comissão de Higiene e Cultura         | Maria da Trindade (PL)    | Montorinho (PT)           | [ 8 ] |
| Comissão de Higiene e Cultura         | Maria da Trindade (PL)    | Manoel de Oliveira (PMDB) | [ 8 ] |